# Aerofone

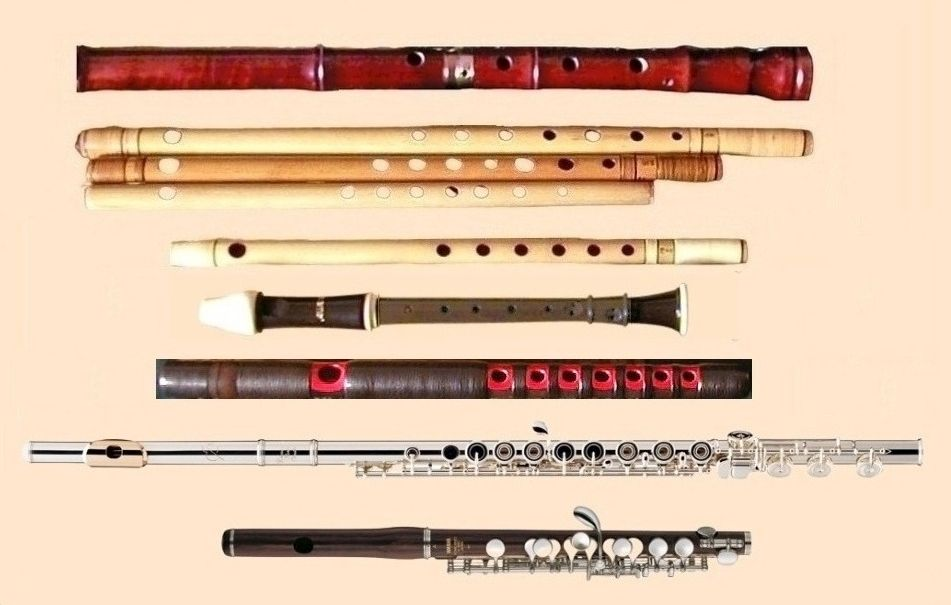
Flautas são aerofones

Um aerofone ou aerófono  é qualquer instrumento musical em que o som é produzido principalmente pela vibração do ar sem a necessidade de membranas ou cordas e sem que a própria vibração do corpo do instrumento influencie significativamente no som produzido. O termo foi usado pela primeira vez na classificação de Victor Mahillon e posteriormente foi incluído na classificação Hornbostel-Sachs. Nesta, os aerofones formam uma das grandes divisões.

Segundo Sachs,
Aerofones ou "instrumentos aéreos" incluem o que geralmente são chamados de "instrumentos de sopro", com a adição de alguns instrumentos com um princípio acústico diferente chamado "aerofones livres".

Um instrumento de sopro tem dois fatores essenciais: um tubo que encerra uma coluna de ar e um dispositivo para colocar esse ar em vibração, interrompendo em pulsações a respiração constante do jogador (ou o vento de um fole).
Estes podem ser lábios, uma palheta mecânica ou uma borda afiada. Além disso, um aerofone pode ser excitado por atos percussivos, como o bater das teclas de uma flauta ou de qualquer outro sopro. Um aerofone livre não tem a coluna de ar fechada, mas "causa uma série de condensações e raridades por vários meios".
De forma diferente dos membranofones e cordofones, em que uma membrana ou corda tencionada vibra e dos idiofones em que o próprio corpo do instrumento produz ondas sonoras, num aerofone é o próprio ar que é posto em vibração. Os aerofones são divididos em dois subgrupos:

## Aerofones livres
Nestes instrumentos o ar não é contido pelo corpo do instrumento. Em geral, os aerofones livres são simplesmente cordas ou varas que são movidos rapidamente fazendo com que o ar vibre. Um dos instrumentos mais conhecidos nesta categoria é o rombo (bullroarer em inglês), uma peça de madeira entalhada em formato parecido ao de uma asa (mais grosso no centro que nas bordas) e amarrada a uma corda. Quando a corda é girada rapidamente sobre a cabeça do executante, o ar vibra produzindo um som grave.
Efeito semelhante pode ser obtido ao girar uma corda, agitar uma vara ou estalar um chicote. Pela dificuldade de controlar os parâmetros sonoros neste tipo de instrumento, eles são usados para produzir efeitos sonoros (em geral tocados por percussionistas). Às vezes são encarados também como brinquedos ou para demonstrar princípios físicos, tais como o efeito doppler. Para algumas tribos aborígenes na Austrália o rombo é usado em rituais e considerado um instrumento sagrado.

## Instrumentos de sopro
Os instrumentos de sopro, com poucas exceções, possuem um tubo que contém toda a coluna de ar em vibração e também serve para amplificar e controlar o som. Inclui todas as flautas, metais (como o trompete e o trombone), instrumentos de palhetas simples (algumas gaitas-de-fole, clarinete, saxofone etc.), palhetas duplas (como o oboé, algumas gaitas-de-fole e o fagote). Podem ser incluídos nesta categoria todos os tipos de órgão.
Alguns instrumentos produzem som pela passagem rápida de vapor de água pelos tubos, como o Calíope (uma espécie de órgão a vapor) e os apitos a vapor usados em fábricas e trens. Outros instrumentos, como o pirofone utilizam chamas de maçaricos na extremidade de tubos de vidro ou metal. Ao provocar a dilatação ou explosão do ar estes instrumentos produzem sons afináveis de acordo com o comprimento do tubo. Embora nestes casos, o gás em vibração não seja ar puro, eles também são considerados aerofones.